# Goghin (Koubri)
Pour les articles homonymes, voir Goghin.
Goghin  est une localité située dans le département de Koubri de la province du Kadiogo dans la région Centre au Burkina Faso. En 2006, cette localité comptait 1 367 habitants dont 52,6 % de femmes.